# Папасидеро
Папаси́деро (итал. Papasidero) — коммуна в Италии, располагается в регионе Калабрия, подчиняется административному центру Козенца.
Население составляет 1019 человек, плотность населения составляет 19 чел./км². Занимает площадь 54 км². Почтовый индекс — 87020. Телефонный код — 0981.
Покровителями коммуны почитаются Пресвятая Богородица и San Rocco, празднование во вторник после Троицы и в воскресение после Успения Пресвятой Богородицы (Ferragosto).
В пещере Ромито найдены кости Homo sapiens, каменные орудия, наскальные граффити. Двадцатилетний юноша Romito 2 был ахондропластическим карликом с нарушенными пропорциями тела. Останки молодого человека-карлика покоились рядом с женским скелетом под огромным выгравированным изображением быка. Радиоуглеродное датирование показало, что пещера Ромито была населена с эпохи верхнего палеолита (16 800 лет до н. э.) до эпохи неолита (4470 лет до н. э.).